# Th17細胞
Th17細胞（Th17さいぼう、英: T helper 17 cell、Th17）とは白血球の一種であるヘルパーT細胞（Th細胞）のサブセットの一つであり、近年新たに発見されたものである。サイトカインであるインターロイキン（IL）-17を産生する能力を有しており、それに由来してこのように呼ばれている。Th17細胞は自己免疫疾患の病態形成に密接に関与していると考えられている。

## Th17細胞の発見
T細胞は骨髄で産生された後に、大半のものが1次リンパ組織である胸腺で分化・成熟する。成熟したT細胞は循環血中へと放出され、2次リンパ組織であるリンパ節やパイエル板などにたどり着くと抗原刺激を受ける。抗原刺激を受けていない未感作CD4+T細胞をナイーブT細胞（Th0）と呼ぶが、Th0は抗原提示を受けて活性化し、Th1細胞やTh2細胞などの細胞へと分化していく。
Th1細胞は細胞性免疫に、Th2細胞は液性免疫や感染防御に関与していると考えられており、2種類の細胞は互いを抑制するようなサイトカインを放出しあっている。そのため、例えばTh1細胞への分化が優位になればTh2細胞による反応は抑制されるというようなことが起き、これを｢Th1/Th2バランス｣と呼ぶ。免疫学の発展と共にこれまで免疫とは関係がないと考えられていた疾患も次々とTh1細胞あるいはTh2細胞の関与が認められるようになり、Th1/Th2バランスで全ての病態の解釈は可能であるかのような誤解すらあった。
しかし、2005年にIL-17産生性のT細胞が実験的自己免疫性脳脊髄炎（EAE）の発症に関与していることが動物実験により示された。このT細胞は｢Th17細胞｣と名づけられ、新しいT細胞サブセットとして認識されるようになった。Th17細胞の発見はTh1/Th2バランスの概念だけでは説明できない現象が存在するということを明らかにすると共に、これまでに説明がついていた現象であっても実はTh17の関与があったのではないかという疑問も投げかけた。
また、IL-17自体は1993年にクローニングが行われており、それほど新しい分子ではないが、Th17の発見により注目を集めるようになった。

## 分化メカニズム

### サイトカイン刺激
Th細胞の各サブセットへの分化にはサイトカインによる刺激が重要な役割を果たしている。Th0からTh17への分化にはTGF-βおよびIL-6の刺激により誘導される。TGF-β単独の刺激では制御性T細胞へと分化してしまうため、2つのサイトカインによる刺激が同時に起こることが重要である。
また、IL-23を欠損したマウスではTh17が関与すると考えられている疾患の発症が抑制されることが報告されている。Th0自体にはIL-23に対する受容体の発現は見られないが、Th17細胞への分化に伴い発現が上昇することが示されている。そのため、IL-23はTh17への分化に必要ではないが、IL-17の産生を促進する因子であると考えられている。

### 転写因子
IL-6はIL-21の産生を誘導し、このIL-21とTGF-βがTh0細胞を刺激することによりオーファン受容体であるRORγtの産生を促進させる。RORγtはTh17細胞への分化を誘導させる転写因子であり、IL-23受容体の発現を介してIL-17の産生を引き起こす。Th17はIL-17の他にもIL-2、IL-6、TNF-αなどのサイトカインを産生する能力も有している。

## 病態への関与
Th17細胞が病態形成に関与しているといわれている疾患として次のようなものがあげられる。
- 関節リウマチ
- 炎症性腸疾患（クローン病、潰瘍性大腸炎）
- 多発性硬化症
- 乾癬